# عبد الرحمن سليمان
عبد الرحمن سليمان أصلع (مواليد 6 نوفمبر 1995) هو لاعب كرة قدم يمني من مواليد السعودية, لعب سابقاً في نادي الجبيل ونادي المجزل.